# Dům U Bílého lva (Malé náměstí)
Dům U Bílého lva je měšťanský dům pozdně barokně upravený po roce 1769, který stojí na Malém náměstí č.p. 143 / č.o. 2 na Starém Městě pražském.

## Historie
Nejstarší dochované části domu se datují do rané gotiky a dnes jsou v suterénu budovy. Gotický je také portál z doby kolem roku 1400 a některé další části. Druhé patro je původně renesanční z doby kolem r. 1600. Třetí patro a fasáda je z nejpozdějšího baroku a bývají datovány po roce 1769. V roce 1861 byla provedena velká přestavba podle plánů Petra Holečka.
Dům má tři patra o pěti osách. Přízemí je zdobeno pásovou rustikou. Vpravo je výkladec, vlevo gotický portál se znakem českého státu ve vrcholu. V přední části bývalého průjezdu je křížová klenba s pásky na hranách, v průsečících lístečky. Suterén má dvě úrovně, druhá byla vybudována v době gotiky, ale až po suterénu v první úrovni. Suprafenestry v prvním patře jsou zdobeny štukem, v 1. a 2. patře jsou završeny nadokenními římsami. Z mansardové střechy vystupují 3 barokní vikýře.
Interiér domu byl radikálně poničen, když byl dům za 2. světové války propojen se sousedním Rottovým domem.

## Zajímavosti
- V roce 1487 byla v tomto domě založena nejstarší pražská tiskárna. Měšťané Starého Města pražského – Severýn Kramář, Jan Pytlík a další - zde vydali první českou tištěnou Bibli (tzv. Bibli pražskou). Poslední část byla vydána až v roce 1488.